# Konstantyn (Farandatos)
Konstantyn (Farandatos) (ur. 2 maja 1929, zm. 23 stycznia 2020) – grecki duchowny prawosławny, biskup, metropolita Nea Ionia i Filadelfii.
Urodził się na jednej z wysp jońskich Kefalinia. Studiował filologię i literaturę oraz teologię w Atenach. Na święceniach otrzymał imię Konstantyn. Od maja 1974 był duchownym metropolii Nea Ionia i Filadelfii w Azji Mniejszej Ekumenicznego Patriarchatu Konstantynopolitańskiego w latach 1994–2004 pełniąc funkcję hierarchicznego władcy metropolii. Z urzędu zrezygnował 2 września 2014 ze względów zdrowotnych.